# Bơi lội tại Đại hội Thể thao Đông Nam Á 2023
Bơi lội là một trong những nội dung được tranh tài tại Đại hội Thể thao Đông Nam Á 2023 ở Campuchia, dự kiến sẽ được tổ chức từ ngày 06 đến 11 tháng 05 năm 2023 tại Trung tâm Thể thao dưới nước Quốc gia Morodok Techo ở thành phố Phnôm Pênh. Đây là một trong bốn môn thể thao dưới nước tại Sea Games 32, cùng với Lặn, Nhảy cầu và Bóng nước.

## Địa điểm
| Phnôm Pênh                                          |
| --------------------------------------------------- |
| Trung tâm Thể thao dưới nước Quốc gia Morodok Techo |
| Sức chứa: 3.000                                     |
|                                                     |

## Các quốc gia tham dự
- Brunei
- Campuchia
- Indonesia
- Lào
- Malaysia
- Myanmar
- Philippines
- Singapore
- Thái Lan
- Đông Timor
- Việt Nam

## Chương trình thi đấu
| Ngày      | Số thứ tự | Cự ly                |
| --------- | --------- | -------------------- |
| 6 tháng 5 | 101       | 200 m Hỗn hợp Nam    |
| 6 tháng 5 | 102       | 200 m Bướm Nữ        |
| 6 tháng 5 | 103       | 100 m Tự do Nam      |
| 6 tháng 5 | 104       | 50 m ếch Nữ          |
| 6 tháng 5 | 105       | 100 m Ngửa Nữ        |
| 6 tháng 5 | 106       | 4 x 100m Tự do Nữ    |
| 7 tháng 5 | 207       | 50 m Ngửa Nam        |
| 7 tháng 5 | 208       | 50 m Ngửa Nữ         |
| 7 tháng 5 | 209       | 50 m Tự do Nam       |
| 7 tháng 5 | 210       | 200 m Tự do Nữ       |
| 7 tháng 5 | 211       | 100 m ếch Nam        |
| 7 tháng 5 | 212       | 200 m Hỗn hợp Nữ     |
| 7 tháng 5 | 213       | 4 x 100m Tự do Nam   |
| 8 tháng 5 | 314       | 100 m Tự do Nữ       |
| 8 tháng 5 | 315       | 400 m Hỗn hợp Nam    |
| 8 tháng 5 | 316       | 200 m Ngửa Nữ        |
| 8 tháng 5 | 317       | 1500 m Tự do Nam     |
| 8 tháng 5 | 318       | 400 m Tự do Nữ       |
| 8 tháng 5 | 319       | 4 x 100m Hỗn hợp Nam |

| Ngày       | Số thứ tự | Cự ly                     |
| ---------- | --------- | ------------------------- |
| 9 tháng 5  | 420       | 100 m Bướm Nữ             |
| 9 tháng 5  | 421       | 100 m Bướm Nam            |
| 9 tháng 5  | 422       | 100 m Ngửa Nữ             |
| 9 tháng 5  | 423       | 200 m Tự do Nam           |
| 9 tháng 5  | 424       | 100 m ếch Nữ              |
| 9 tháng 5  | 425       | 400 m Hỗn hợp Nữ          |
| 9 tháng 5  | 426       | 4 x 100m Hỗn hợp Đồng Đội |
| 10 tháng 5 | 527       | 50 m Tự do Nữ             |
| 10 tháng 5 | 528       | 50 m Bướm Nam             |
| 10 tháng 5 | 529       | 200 m ếch Nữ              |
| 10 tháng 5 | 530       | 200 m ếch Nam             |
| 10 tháng 5 | 531       | 4 x 200m Tự do Nữ         |
| 10 tháng 5 | 532       | 4 x 200m Tự do Nam        |
| 11 tháng 5 | 633       | 50 m Bướm Nữ              |
| 11 tháng 5 | 634       | 50 m ếch Nam              |
| 11 tháng 5 | 635       | 800 m Tự do Nữ            |
| 11 tháng 5 | 636       | 200 m Ngửa Nam            |
| 11 tháng 5 | 637       | 400 m Tự do Nam           |
| 11 tháng 5 | 638       | 200 m Bướm Nam            |
| 11 tháng 5 | 639       | 4 x 100m Hỗn hợp Nữ       |

## Bảng huy chương
| Hạng               | Đoàn               | Vàng | Bạc | Đồng | Tổng số |
| ------------------ | ------------------ | ---- | --- | ---- | ------- |
| 1                  | Singapore          | 22   | 14  | 10   | 46      |
| 2                  | Việt Nam           | 7    | 3   | 7    | 17      |
| 3                  | Thái Lan           | 4    | 11  | 8    | 23      |
| 4                  | Indonesia          | 3    | 1   | 3    | 7       |
| 5                  | Philippines        | 2    | 7   | 7    | 16      |
| 6                  | Malaysia           | 1    | 3   | 4    | 8       |
| Tổng số (6 đơn vị) | Tổng số (6 đơn vị) | 39   | 39  | 39   | 117     |

## Danh sách huy chương

### Nam
| Nội dung                 | Vàng | Vàng     | Bạc | Bạc      | Đồng | Đồng     |  |
| ------------------------ | --- | -------- | --- | -------- | --- | -------- |  |
| 50 m Tự do               | Jonathan Tan · Singapore                                                                                        | 21.95    | Teong Tzen Wei · Singapore                                                                             | 22.50    | Jeremie Loic Nino Lương · Việt Nam                                                                               | 22.84    |  |
| 100 m Tự do              | Jonathan Tan · Singapore                                                                                        | 48.80    | Quah Zheng Wen · Singapore                                                                             | 48.99    | Jeremie Loic Nino Lương · Việt Nam                                                                               | 49.69    |  |
| 200 m Tự do              | Khiew Hoe Yean · Malaysia                                                                                       | 1:48.91  | Dulyawat Kaewsriyong · Thái Lan                                                                        | 1:49.29  | Nguyễn Huy Hoàng · Việt Nam                                                                                      | 01:49.31 |  |
| 400 m Tự do              | Nguyễn Huy Hoàng · Việt Nam                                                                                     | 03:49.50 | Khiew Hoe Yean · Malaysia                                                                              | 3:50.39  | Glen Lim Jun Wei · Singapore                                                                                     | 3:53.78  |  |
| 1500 m Tự do             | Nguyễn Huy Hoàng · Việt Nam                                                                                     | 15:11.24 | Nguyễn Hữu Kim Sơn · Việt Nam                                                                          | 15:35.21 | Glen Lim Jun Wei · Singapore                                                                                     | 15:40.49 |  |
|                          | |          | |          | |          |  |
| 50 m Ngửa                | I Gede Siman Sudartaw · Indonesia                                                                               | 25.16    | Jerard Jacinto · Philippines                                                                           | 25.56    | Quah Zheng Wen · Singapore                                                                                       | 25.61    |  |
| 100 m Ngửa               | Quah Zheng Wen · Singapore                                                                                      | 55.22    | Farrel Armandio Tangkas · Indonesia                                                                    | 55.80    | Jerard Jacinto · Philippines                                                                                     | 55.99    |  |
| 200 m Ngửa               | Tonnam Kanteemool · Thái Lan                                                                                    | 02:01.29 | Trần Hưng Nguyên · Việt Nam                                                                            | 02:01.34 | Khiew Hoe Yean · Malaysia                                                                                        | 02:01.74 |  |
|                          | |          | |          | |          |  |
| 50 m Ếch                 | Felix Viktor Iberle · Indonesia                                                                                 | 27.70    | Nicholas Mahabir · Singapore                                                                           | 27.91    | Muhammad Dwiky Raharjo · Indonesia                                                                               | 28.01    |  |
| 100 m Ếch                | Phạm Thanh Bảo · Việt Nam                                                                                       | 01:00.97 | Nicholas Mahabir · Singapore                                                                           | 1:01.22  | Maximillian Ang · Singapore                                                                                      | 1:02.21  |  |
| 200 m Ếch                | Phạm Thanh Bảo · Việt Nam                                                                                       | 02:11.45 | Nicholas Mahabir · Singapore                                                                           | 2:13.95  | Maximillian Ang · Singapore                                                                                      | 2:14.30  |  |
|                          | |          | |          | |          |  |
| 50 m Bướm                | Mikkel Jun Jie Lee · Singapore                                                                                  | 23:45    | Teong Tzen Wei · Singapore                                                                             | 23:67    | Jarod Lang Hatch · Philippines                                                                                   | 23:89    |  |
| 100 m Bướm               | Quah Zheng Wen · Singapore                                                                                      | 52.04    | Teong Tzen Wei · Singapore                                                                             | 52.60    | Jarod Lang Hatch · Philippines                                                                                   | 52.91    |  |
| 200 m Bướm               | Ong Jung Yi · Singapore                                                                                         | 1:59.44  | Navaphat Wongcharoen · Thái Lan                                                                        | 1:59.64  | Hồ Nguyễn Duy Khoa · Việt Nam                                                                                    | 2:00.60  |  |
|                          | |          | |          | |          |  |
| 200 m Hỗn hợp            | Trần Hưng Nguyên · Việt Nam                                                                                     | 02:01.28 | Dulyawat Kaewsriyong · Thái Lan                                                                        | 2:02.25  | Zachary Tan · Singapore                                                                                          | 2:02.42  |  |
| 400 m Hỗn hợp            | Trần Hưng Nguyên · Việt Nam                                                                                     | 04:19.12 | Nguyễn Quang Thuấn · Việt Nam                                                                          | 04:21.03 | Tan Khai Xin · Malaysia                                                                                          | 04:23.24 |  |
|                          | |          | |          | |          |  |
| 4×100 m Tự do tiếp sức   | Singapore · Jonathan Tan (48.90) · Mikkel Jun Jie Lee (49.73) · Darren Chua (50.26) · Quah Zheng Wen (48.46)    | 3:17.35  | Malaysia · Lim Yin Chuen · Arvin Chahal · Khiew Hoe Yea] · Terence Ng                                  | 3:20.61  | Việt Nam · Trần Hưng Nguyên · Ngô Đình Chuyền · Hoàng Quý Phước · Jeremie Loic Nino Lương                        | 3:21.09  |  |
| 4×200 m Tự do tiếp sức   | Việt Nam · Trần Hưng Nguyên · Nguyễn Hữu Kim Sơn · Nguyễn Huy Hoàng · Hoàng Quý Phước                           | 7:18.51  | Singapore · Jonathan Tan (1:49.66) · Glen Lim (1:48.57) · Ardi Azman (1:50.79) · Darren Chua (1:52.48) | 7:21.50  | Malaysia · Arvin Chahal · Khiew Hoe Yean · Tan Khai Xin · Lim Yin Chuen                                          | 7:21.55  |  |
| 4×100 m Hỗn hợp tiếp sức | Singapore · Quah Zheng Wen (55.31) · Nicholas Mahabir (1:00.68) · Teong Tzen Wei (52.79) · Jonathan Tan (48.67) | 3:37.45  | Thái Lan · Tonnam Kanteemool · Thanonchai Janruksa · Navaphat Wongcharoen · Dulyawat Kaewsriyong       | 3:41.75  | Indonesia · Farrel Armandio Tangkas · Muhammad Dwiky Raharjo · Joe Aditya Wijaya Kurniawan · Erick Ahmad Fathoni | 3:41.92  |  |

### Nữ
| Nội dung                 | Vàng | Vàng     | Bạc | Bạc      | Đồng                                                                                               | Đồng     |  |
| ------------------------ | --- | -------- | --- | -------- | -------------------------------------------------------------------------------------------------- | -------- |  |
| 50 m Tự do               | Quah Ting Wen · Singapore                                                                                            | 25:04    | Amanda Lim · Singapore                                                                                    | 25:16    | Jenjira Srisaard · Thái Lan                                                                        | 25:32    |  |
| 100 m Tự do              | Quah Ting Wen · Singapore                                                                                            | 55.83    | Jasmine Alkhaldi · Philippines                                                                            | 56.12    | Nguyễn Thúy Hiền · Việt Nam                                                                        | 56.42    |  |
| 200 m Tự do              | Gan Ching Hwee · Singapore                                                                                           | 2:01.76  | Kamonchanok Kwanmuang · Thái Lan                                                                          | 2:02.21  | Chan Zi Yi · Singapore                                                                             | 2:02.94  |  |
| 400 m Tự do              | Gan Ching Hwee · Singapore                                                                                           | 4:15.17  | Ashley Lim Yi Xuan · Singapore                                                                            | 4:17.16  | Kamonchanok Kwanmuang · Thái Lan                                                                   | 4:21.79  |  |
| 800 m Tự do              | Gan Ching Hwee · Singapore                                                                                           | 8:41.05  | Ashley Lim Yi Xuan · Singapore                                                                            | 8:46.88  | Võ Thị Mỹ Tiên · Việt Nam                                                                          | 8:56.07  |  |
|                          | |          | |          | |          |  |
| 50 m Ngửa                | Masniari Wolf · Indonesia                                                                                            | 28.89    | Saovanee Boonanphai · Thái Lan                                                                            | 28.97    | Teia Salvino · Philippines                                                                         | 28.99    |  |
| 100 m Ngửa               | Teia Salvino · Philippines                                                                                           | 1:01.64  | Faith Elizabeth Khoo · Singapore                                                                          | 1:03.68  | Angel Gabriella Yus · Indonesia                                                                    | 1:03.71  |  |
| 200 m Ngửa               | Xiandi Chua · Philippines                                                                                            | 2:13.20  | Chloe Isleta · Philippines                                                                                | 2:16.19  | Fonpray Yamsuan · Thái Lan                                                                         | 2:17.95  |  |
|                          | |          | |          | |          |  |
| 50 m Ếch                 | Jenjira Srisaard · Thái Lan                                                                                          | 31.22    | Letitia Sim · Singapore                                                                                   | 31.62    | Phee Jinq En · Malaysia                                                                            | 31.94    |  |
| 100 m Ếch                | Letitia Sim · Singapore                                                                                              | 1:07.94  | Phee Jinq En · Malaysia                                                                                   | 1:09.59  | Christie May Mun · Singapore                                                                       | 1:10.94  |  |
| 200 m Ếch                | Letitia Sim · Singapore                                                                                              | 2:28.49  | Phiangkhwan Pawapotako · Thái Lan                                                                         | 2:32.44  | Christie May Mun · Singapore                                                                       | 2:32.60  |  |
|                          | |          | |          | |          |  |
| 50 m Bướm                | Jenjira Srisaard · Thái Lan                                                                                          | 26.65    | Quah Ting Wen · Singapore                                                                                 | 26.66    | Jasmine Alkhaldi · Philippines                                                                     | 27.02    |  |
| 100 m Bướm               | Quah Jing Wen · Singapore                                                                                            | 59.02    | Quah Ting Wen · Singapore                                                                                 | 59.51    | Jasmine Alkhaldi · Philippines                                                                     | 01:00.45 |  |
| 200 m Bướm               | Quah Jing Wen · Singapore                                                                                            | 2:10.63  | Kamonchanok Kwanmuang · Thái Lan                                                                          | 2:11.56  | Jinjutha Pholjamjumrus · Thái Lan                                                                  | 2:14.37  |  |
|                          | |          | |          | |          |  |
| 200 m Hỗn hợp            | Letitia Sim · Singapore                                                                                              | 2:14.49  | Kamonchanok Kwanmuang · Thái Lan                                                                          | 2:16.16  | Quah Jing Wen · Singapore                                                                          | 2:16.39  |  |
| 400 m Hỗn hợp            | Kamonchanok Kwanmuang · Thái Lan                                                                                     | 04:47.25 | Jinjutha Pholjamjumrus · Thái Lan                                                                         | 04:49.33 | Xiandi Chua · Philippines                                                                          | 04:52.08 |  |
|                          | |          | |          | |          |  |
| 4×100 m Tự do tiếp sức   | Singapore · Quah Ting Wen (55.85) · Nur Marina Chan (56.19) · Quah Jing Wen (56.16) · Amanda Lim (56.09)             | 3:44.29  | Philippines · Jasmine Alkhaldi · Xiandi Chua · Miranda Renner · Teia Salvino                              | 3:47.96  | Thái Lan · Jenjira Srisaard · Kamonchanok Kwanmuang · Kornkarnjana Sapianchai · Mia Millar         | 3:50.01  |  |
| 4×200 m Tự do tiếp sức   | Singapore · Gan Ching Hwee (2:01.81) · Ashley Lim Yi Xuan (2:02.89) · Chan Zi Yi (2:03.93) · Quah Ting Wen (2:04.17) | 8:12.80  | Thái Lan · Kamonchanok Kwanmuang · Napatsawan Jaritkla · Jinjutha Pholjamjumrus · Kornkarnjana Sapianchai | 8:17.95  | Philippines · Chloe Isleta · Teia Salvino · Jasmine Alkhaldi · Xiandi Chua                         | 8:19.94  |  |
| 4×100 m Hỗn hợp tiếp sức | Singapore · Faith Khoo (1:04.23) · Letitia Sim (1:07.32) · Quah Jing Wen (59.10) · Quah Ting Wen (56.32)             | 4:06.97  | Philippines · Teia Salvino · Thanya Angelyn Cacho · Jasmine Alkhaldi · Miranda Renner                     | 4:11.81  | Thái Lan · Saovanee Boonanphai · Phurichaya Junyamitree · Kamonchanok Kwanmuang · Jenjira Srisaard | 4:14.06  |  |

### Nam, Nữ
| Nội dung                         | Vàng | Vàng    | Bạc                                                                                       | Bạc     | Đồng                                                                                                 | Đồng    |
| -------------------------------- | --- | ------- | ----------------------------------------------------------------------------------------- | ------- | --- | ------- |
| 4×100 m Nam, nữ hỗn hợp tiếp sức | Singapore · Quah Zheng Wen (55.72) · Nicholas Mahabir (1:00.80) · Quah Jing Wen (58.88) · Quah Ting Wen (56.32) | 3:51.72 | Philippines · Jerard Jacinto · Thanya Angelyn Cacho · Jarod Lang Hatch · Jasmine Alkhaldi | 3:57.01 | Thái Lan · Saovanee Boonamphai · Dulyawat Kaewsriyong · Navaphat Wongcharoen · Kamonchanok Kwanmuang | 3:58.18 |